# Yang Ying
Yang Ying (chinesisch 楊瑩 / 杨莹, Pinyin Yáng Yíng; * um 1954 in Sichuan) ist eine ehemalige chinesische Tischtennisspielerin. Sie wurde 1977 Weltmeisterin im Doppel.

## Werdegang
Yang Ying absolvierte in Peking ein vierjähriges Sportstudium. Sie nahm an den Weltmeisterschaften 1977 und 1979 teil. Dabei gewann sie 1977 mit Pak Yong-ok aus Nordkorea den Titel im Doppel. Bei den Asien-Meisterschaften erreichte sie 1978 im Einzel das Endspiel.
1980 kam sie durch Vermittlung des chinesischen Sportkomitees nach Deutschland zum Bundesligaverein DSC Kaiserberg. Sie war die erste chinesische Tischtennisspielerin, die für einen deutschen Verein in der höchsten Spielklasse antrat. Mit Kaiserberg wurde sie auf Anhieb in der Saison 1980/81 deutscher Meister und deutscher Pokalsieger. Dabei gewann sie 65 Einzel und verlor nur zwei. Mit Kaiserberg holte sie 1981 auch den europäischen ETTU Cup, danach kehrte sie nach China zurück.
Später wechselte sie zum ATSV Saarbrücken, wo sie bis 1990 als Trainerin arbeitete. Danach wurde sie Cheftrainerin des Saarländischen Tischtennis-Verbandes.

## Turnierergebnisse
| Verband | Veranstaltung           | Jahr | Ort          | Land | Einzel       | Doppel     | Mixed      | Team |
| ------- | ----------------------- | ---- | ------------ | ---- | ------------ | ---------- | ---------- | ---- |
| CHN     | Asienmeisterschaft ATTU | 1978 | Kuala Lumpur | MAS  | Silber       | Halbfinale | Halbfinale | 1    |
| CHN     | Asienspiele             | 1978 | Bangkok      | THA  |              | Halbfinale |            | 1    |
| CHN     | Weltmeisterschaft       | 1979 | Pyongyang    | PRK  | letzte 64    | letzte 16  | Qual       |      |
| CHN     | Weltmeisterschaft       | 1977 | Birmingham   | ENG  | keine Teiln. | Gold       | letzte 32  |      |